# Albertus Seba
Albert Seba o Albertus Seba (Etzel, Alemania, 12 de mayo de 1665 - Ámsterdam, 2 de mayo de 1736). Zoólogo neerlandés, nacido en Alemania.

## Biografía
Tras numerosos viajes por Alemania y los Países Bajos como aprendiz de farmacéutico, Seba se instaló definitivamente en Ámsterdam en 1696. Amasó una considerable fortuna gracias a su actividad comercial, que dedicó al estudio de la historia natural. 
La actividad comercial y portuaria de la ciudad le permitió formar una importante colección de especímenes animales (mamíferos, pájaros, moluscos, insectos y, sobre todo, serpientes). En 1717 la compró el zar de Rusia Pedro el Grande, formando más tarde la base del museo de San Petersburgo. Seba comenzó inmediatamente una nueva colección (o gabinete de curiosidades, como se le llamaba entonces).
Tras su muerte su colección se vendió en 1752 y se dispersó por toda Europa. Por ejemplo, sus reptiles están distribuidos en Berlín, Leiden, San Petersburgo, Londres y París. En 1789 la Python sebae fue bautizada en su homenaje por Johann Friedrich Gmelin.

## Obra
Seba impulsó la catalogación sistemática de sus piezas, publicada bajo el título Locupletissimi Rerum Naturalium Thesaurus. Dividida en cuatro partes (1734, 1735. 1758 y 1765), dos de ellas póstumas, está compuesta de 446 planchas de gran tamaño, 175 de ellas dobles. Cada volumen pesa 9 kg y mide 51 cm de alto. La primera edición sólo incluía dibujos en blanco y negro, lo que dificultaba la identificación de las especies, por lo que algunos de los ejemplares fueron coloreados a mano. Otro problema surgió en el proceso de grabado, que producía una imagen especular de los originales. Esto no era grave en general, dada la simetría lateral de la mayoría de los animales, excepto en el caso de las conchas de los moluscos, que giraban en la dirección equivocada. Como detalle curioso se puede mencionar que el libro incluía una supuesta hidra.
El texto del Thesaurus era escueto y fue casi inmediatamente criticado por no seguir la clasificación binomial de Carlos Linneo que, no obstante, no había sido publicada sino en 1735. Linneo fue invitado a participar en la redacción del catálogo, pero declinó la oferta. Quien sí participó fue su colega y amigo Peter Artedi, quien encontró trágicamente la muerte en un canal de Ámsterdam en 1735. 